# Partido dos Cabeludos
Partido dos Cabeludos foi um partido político governista formado no estado brasileiro de Alagoas após a maioridade de Pedro II do Brasil, no ano de 1840.